# Kanadski topol
Kanadski topol (znanstveno ime Populus deltoides) je listopadno drevo iz družine vrbovk (Salicaceae).

## Opis
Kanadski topol zraste od 25 do 30 metrov visoko in ima zelo široko krošnjo. Deblo odraslih dreves je pokrito z globoko razpokano skorjo. Brsti drevesa, iz katerih se razvijejo veliki listi, so veliki, koničasti in pokriti z gostimi dlačicami. Listi so na veje nameščeni premenjalno, njihova oblika pa je deltoidna, po čemer je drevo dobilo svoje znanstveno ime. Baza listne ploskve je ravna in srčasto oblikovana, vrh lista pa je koničast. Po zgornji strani so listi temno zeleni, po spodnji pa svetlejših odtenkov. Pecelj lista je dolg in sploščen, na njem pa so dobro vidne 2-3 žleze.
Cvetovi kanadskega topola so enospolni in združeni v socvetja. Moške mačice so zgoščene, ženske pa dosežejo do 20 cm v dolžino.

## Razširjenost in uporabnost
Domovina kanadskega topola je Severna Amerika, kar je razvidno že iz imena rastline. Uspeva na svežih in dokaj rodovitnih tleh, ki morajo biti zračna. Najpogosteje se zadržuje v bližini tekoče vode. Razmnožuje se s semeni, križanci tega drevesa, ki jih gojijo predvsem v Evropi, pa s potaknjenci. 
Les kanadskega topola je gospodarsko izredno pomemben, saj ga na veliko uporabljajo za proizvodnjo celuloze. Razlog za to tiči v izredno hitri rasti tega drevesa, ki najvišjo višino doseže že z 20 leti.